# Tenna (Suíça)
Tenna foi uma comuna da Suíça, no Cantão Grisões, com cerca de 92 habitantes. Estendia-se por uma área de 11,28 km², de densidade populacional de 8 hab/km². Confinava com as seguintes comunas: Riein, Safien, Valendas, Versam.
A língua oficial nesta comuna era o Alemão.

## História
Em 1 de janeiro de 2013, passou a formar parte da nova comuna de Safiental.